# Stanford Moore
Stanford Moore (Chicago, EUA 1913 - Nova York 1982) fou un químic, bioquímic i professor universitari nord-americà guardonat amb el Premi Nobel de Química l'any 1972.

## Biografia
Va néixer el 4 de setembre de 1913 a la ciutat de Chicago, situada a l'estat nord-americà d'Illinois. Va estudiar química a la Universitat de Nashville l'any 1935, realitzant el doctorat en química orgànica l'any 1938 a la Universitat de Wisconsin. A la Universitat Rockefeller de Chicago va inicià la seva recerca al costat de Max Bergmann i fou nomenat professor de bioquímica. Durant la Segona Guerra Mundial va estar adscrit al Departament d'Investigació Científica i Desenvolupament a Washington DC.
Stanford Moore morí el 23 d'agost de 1982 a la seva residència de Nova York.

## Recerca científica
A partir de 1945 va començar a col·laborar activament amb William Howard Stein en les seves investigacions sobre l'estructura de la ribonucleasa, en les quals els va ajudar en gran manera el seu mètode d'anàlisi d'aminoàcids mitjançant una columna cromatogràfica de separació quantitativa. Ambdós bioquímics van idear i perfeccionar un analitzador automàtic d'aminoàcids, indispensable avui dia en l'estudi de les proteïnes i que va permetre mesurar l'activitat catalítica dels enzims.
L'any 1972 fou guardonat amb la meitat del Premi Nobel de Química, que compartí amb William H. Stein, pels seus treballs sobre la relació entre l'estructura química i l'activitat catalítica del nucli de les molècules de la ribonucleasa. L'altra meitat del premi recaigué en Christian Boehmer Anfinsen pels seus treballs sobre la ribonucleasa.